# زاویه (هشترود)
زاویه یکی از روستاهای استان آذربایجان شرقی است که در دهستان چاراویماق شمال شرقی بخش مرکزی شهرستان هشترود واقع شده‌است.
زاویه در گذشته شامل سه قسمت آق کند،ساری کند، و گره کند بود. که هم‌اکنون به علت مهاجرت تعداد کمی خانوار در آن ساکن هستند. زاویه یا با تلفظ محلی (زی وه )به مفهوم صومعه میباشد. قلعه معروف ضحاک در8کیلومتری شمال این روستا واقع شده‌است.